# Episodi di Dynasty (serie televisiva 2017) (seconda stagione)
La seconda stagione della serie televisiva Dynasty, composta da 22 episodi, è trasmessa in prima visione negli Stati Uniti sul canale The CW dal 12 ottobre 2018. 
A livello internazionale, gli episodi sono usciti settimanalmente sulla piattaforma on demand Netflix dal 13 ottobre 2018, il giorno dopo la messa in onda statunitense.
| n° | Titolo originale                | Titolo italiano                    | Prima TV USA     | Uscita in Italia |
| -- | ------------------------------- | ---------------------------------- | ---------------- | ---------------- |
| 1  | Twenty-Three Skidoo             | Tagliare la corda                  | 12 ottobre 2018  | 13 ottobre 2018  |
| 2  | Ship of Vipers                  | Covo di vipere                     | 19 ottobre 2018  | 20 ottobre 2018  |
| 3  | The Butler Did It               | Indovina chi è il padre?           | 26 ottobre 2018  | 27 ottobre 2018  |
| 4  | Snowflakes in Hell              | Nevicherà all’inferno              | 2 novembre 2018  | 3 novembre 2018  |
| 5  | Queen of cups                   | Regina di coppe                    | 9 novembre 2018  | 10 novembre 2018 |
| 6  | That Witch                      | Quella Strega                      | 16 novembre 2018 | 17 novembre 2018 |
| 7  | A Temporary Infestation         | Infestazione temporanea            | 30 novembre 2018 | 1 dicembre 2018  |
| 8  | A Real Instinct for the Jugular | Un vero istinto per la giugulare   | 7 dicembre 2018  | 8 dicembre 2018  |
| 9  | Crazy Lady                      | Una vera pazza                     | 21 dicembre 2018 | 22 dicembre 2018 |
| 10 | A Champagne Mood                | L'umore giusto per lo Champagne    | 18 gennaio 2019  | 19 gennaio 2019  |
| 11 | The Sight of You                | Non ti sopporto                    | 26 gennaio 2019  | 27 gennaio 2019  |
| 12 | Filthy Games                    | Doppie ricchezze, doppie certezze  | 1 febbraio 2019  | 2 febbraio 2019  |
| 13 | Even Worms Can Procreate        | Persino i vermi possono riprodursi | 8 febbraio 2019  | 9 febbraio 2019  |
| 14 | Parisian Legend Has It...       | Così narra la leggenda parigina... | 15 marzo 2019    | 16 marzo 2019    |
| 15 | Motherly Overprotectiveness     | Iperprotezione materna             | 22 marzo 2019    | 23 marzo 2019    |
| 16 | Miserably Ungrateful Men        | Uomini miseramente ingrati         | 29 marzo 2019    | 30 marzo 2019    |
| 17 | How two-faced can you get?      | Ma quanto puoi essere sleale?      | 19 aprile 2019   | 20 aprile 2019   |
| 18 | Life is a Masquerade Party      | La vita è un ballo in maschera     | 26 aprile 2019   | 27 aprile 2019   |
| 19 | This Illness of Mine            | Questa mia malattia                | 3 maggio 2019    | 4 maggio 2019    |
| 20 | New Lady In Town                | Una nuova signora in città         | 10 maggio 2019   | 11 maggio 2019   |
| 21 | Thicker Than Money              | Più del denaro                     | 17 maggio 2019   | 18 maggio 2019   |
| 22 | Deception, Jealousy, and Lies   | Bugie, gelosia e inganni           | 24 maggio 2019   | 25 maggio 2019   |

## Tagliare la corda
- Titolo originale: Twenty-Three Skidoo
- Diretto da: Matt Earl Beesley
- Scritto da: Sallie Patrick & Christopher Fife

### Trama
Le indagini sull'incendio nella sala dei trofei non hanno ancora fatto piena luce sull'esatta dinamica degli eventi. L'unica certezza è la morte di Cristal, del cui omicidio è accusato Hank che è tuttora ricercato. Blake si è allontanato per elaborare il lutto, lasciando Fallon a gestire la vendita della compagnia a Max Van Kirk, zio di Liam; i due fingono ancora di essere sposati, affinché l'affare con i Van Kirk possa andare in porto. Fallon, che nel frattempo è tornata ufficialmente insieme a Michael, lo mette al corrente di questa recita; Michael dà il suo benestare, purché consenta alla fidanzata di liberarsi una volta per tutte del pesante fardello della Carrington Atlantic. Alexis viene dimessa dalla clinica in cui è stata ricoverata, a spese della famiglia Carrington, dopo l'incendio; Alexis riceve la telefonata di Hank, il quale afferma di non essere stato lui a uccidere Cristal, ma che adesso esige 1.000.000 $ per non andare a denunciarla alla polizia. Melissa vuole che Steven dichiari di essere il padre del bambino di cui è in attesa, dato che sta diventando difficile continuare a nascondere la pancia. Anders intende tenere Kirby lontana dalla tenuta Carrington, almeno fino a quando Hank non sarà assicurato alla giustizia e avrà quindi la certezza che la figlia non rischi conseguenze penali.
Blake torna finalmente a casa, irriconoscibile sia fisicamente che mentalmente, non nascondendo il proprio disappunto nel dover assistere come prima scena all'ennesima lite tra i suoi familiari. Alexis, che adesso pretende di essere accolta nella tenuta visto che non ha dove andare, fa cadere inavvertitamente le ceneri di Cristal. Fallon organizza una festa stile anni Venti per celebrare il centenario della Carrington Atlantic, occasione propizia in cui annunciare la storica vendita a Van Kirk. Tuttavia, la stessa Fallon sta conducendo una trattativa parallela con il magnate russo Nikolai Dimitrov, la cui offerta è inferiore a quella di Van Kirk; Fallon però è propensa ad accontentare Dimitrov, considerando che legarsi a Van Kirk vorrebbe dire non liberarsi più di Liam e confondere ulteriormente i suoi sentimenti. Steven comunica alla famiglia il suo "incidente", senza menzionare che è Melissa la donna messa incinta, chiedendo consigli al padre su come gestire la faccenda. Intanto, alla tenuta si presenta una donna ispanica che afferma di essere la vera Cristal Flores, a cui Celia Machado ha rubato l'identità; in un lampo di magnanimità, Blake stacca un assegno alla donna per farla tacere. Il risultato è che ai cancelli c'è una ressa di donne che dichiarano tutte di essere Cristal Flores e voler essere lautamente pagate. Sam viene provocato da un paparazzo che accusa lui e la zia defunta di essere dei parassiti a sbafo di Blake; questi, nonostante avesse appena invitato Sam a non reagire, tira un pugno in pieno volto al paparazzo. Successivamente Blake ringrazia Sam perché è stato l'unico, contrariamente ai suoi figli, ad avergli chiesto come sta dopo la morte di Cristal.
Alla festa Melissa dice a Sam di essere incinta, senza però dirgli che il padre del bambino è suo marito. Blake prende la parola per umiliare pubblicamente i suoi "figli viziati", rivelando che Steven ha messo incinta una donna e sta per diventare padre, chiedendosi come faccia un'anima gentile come Sam a stare insieme a lui. Blake afferma poi che la morte di Cristal gli ha fatto aprire gli occhi sulle priorità della vita, quindi annuncia che la Carrington Atlantic sarà venduta a Van Kirk e lui si ritirerà dagli affari per girare il mondo, spendendo tutti i soldi che non ha intenzione di lasciare ai figli. Dietro questa scelta c'è anche il fatto che Blake non vuole assolutamente vendere la società a Dimitrov, un suo antico nemico. Sorprendentemente Sam non si arrabbia con Steven per la scoperta su Melissa, avendo pensato che potrebbero crescere insieme il bambino come la zia ha fatto con lui. Hank si presenta mascherato alla festa e lancia un nuovo ultimatum ad Alexis, concedendole pochi giorni prima di portare alla polizia la loro ultima telefonata che ha registrato. Anders sorprende Kirby che si è intrufolata nella camera di Fallon, sentendosi dire dalla figlia che non si sta comportando come dovrebbe fare un vero padre. Dopo aver scoperto Alexis intenta ad aprire la cassaforte, Blake le lancia addosso le banconote, di cui dice di non avere più bisogno, dopodiché inizia a baciarla. Michael porta Fallon in un luogo appartato per farle la promessa di matrimonio, a cui la ragazza risponde positivamente.
Il giorno seguente Liam comunica a Fallon che suo zio li sta aspettando a New York per presentarla all'intero clan Van Kirk. Kirby trova ospitalità a casa del vecchio amico Jeff. Nel frattempo, in un luogo indefinito una donna sta seguendo con interesse il filmato di Blake che ha tirato il pugno al paparazzo: il suo nome è Cristal Jennings.

## Covo di vipere
- Titolo originale: Ship of Vipers
- Diretto da: Kenny Leon
- Scritto da: Josh Reims & Jenna Richman

### Trama
Blake comunica ai familiari di aver fatto modificare il testamento, rimuovendo tutti quanti dall'asse ereditario, avendo stabilito che quando morirà i soldi rimasti saranno tumulati con lui. A New York Fallon si scontra con Mora, la moglie di Max, fortemente contraria all'accordo con i Carrington perché li definisce degli "arrivisti arricchiti" con i quali è meglio non mettersi in affari. I Colby si apprestano a inaugurare il loro nuovo club. Monica non è entusiasta nel vedere Kirby ospite a casa di suo fratello, ritenendola una mina pericolosa pronta a esplodere in qualsiasi momento e mandare in fumo i loro progetti. Per dimostrarle che non è affatto così, Kirby si candida per lavorare nel club e aiutarla in vista di un'inaugurazione che si preannuncia ostica, poiché il locale rivale ha ingaggiato un famoso cantante che rischia di togliere pubblico ai Colby. Steven vuole partecipare attivamente alla gravidanza di Melissa, organizzando una seduta di meditazione nella tenuta. Sam è convinto che la donna non sia affatto incinta, dato che i suoi comportamenti non sono propriamente quelli di una persona in gravidanza, così si allea con Alexis per provare a smascherarla.
Fallon viene invitata da Max a trascorrere la serata con lui nel suo attico. Dapprima rifiuta, ma quando le giunge notizia che lo zio di Liam ha organizzato un meeting con un'altra compagnia petrolifera, ritorna sui suoi passi e accetta l'invito. Il suo piano è ingaggiare una escort con il suo stesso aspetto fisico che la sostituirà nel corso della serata, quando le cose con Max rischieranno di andare troppo oltre; Fallon benda Max e scappa, lasciandolo in compagnia della escort. In un nuovo slancio della sua crisi di mezza età, Blake vuole comprare una macchina d'epoca, scoprendo però che l'esemplare desiderato è stato acquistato da Jeff. Ritenendo quella di Jeff una chiara mossa ostile fatta al solo scopo di infastidirlo, Blake lo sfida a una gara di macchinine meccaniche, da cui tuttavia esce sconfitto. Sam e Alexis si introducono in casa di Melissa, scoprendo che tiene un pancione finto nell'armadio; convinti di avere in mano la prova definitiva dell'inganno, i due irrompono alla tenuta nel bel mezzo della seduta di meditazione, ma all'atto di scoprire la veste di Melissa restano di sasso nel trovarsi di fronte una pancia vera. Melissa spiega infatti che il pancione finto le serve per provare un abito che dovrà indossare a un evento tra qualche mese, quando la pancia sarà lievitata. Steven si infuria con Sam e Alexis per aver dubito di Melissa ed essere entrati illegalmente in casa sua.
Tornata ad Atlanta per l'inaugurazione del Club Colby, Fallon viene aggredita da Kirby che, nutrendo ancora parecchio rancore nei suoi confronti per averla fatta spedire in Australia, minaccia di portarle via tutto. La rissa viene immediatamente sedata e Monica prende le difese di Kirby, dicendo a Fallon che non può essere lei a decidere chi può frequentare o meno il suo club. Quella sera, mentre sta ridendo con Jeff di quanto accaduto al party, Kirby è arrestata per l'aggressione a Fallon. Blake trova nel suo studio Cristal Jeggins, la quale si presenta come un'amica di Cristal e afferma di volerlo aiutare. Fallon riceve la telefonata della escort, terrorizzata perché Max ha avuto un infarto ed è morto.

## Indovina chi è il padre?
- Titolo originale: The Butler Did It
- Diretto da: Pascal Verschooris
- Scritto da: David Israel & Paula Sabbaga

### Trama
Blake è molto incuriosito da Cristal, in particolare dai numerosi aneddoti sul passato di Celia che l'ex moglie non gli ha mai raccontato. Fallon dovrebbe incontrare Ada Stone, una mercante d'arte entrata in possesso del contratto di vendita della Carrington Atlantic, ma l'arrivo di Laura Van Kirk, sorella del defunto Max nonché madre di Liam, la costringe a cambiare i suoi piani. Infatti, mentre sarà Michael ad andare dalla Stone al suo posto, Fallon dovrà nuovamente recitare la parte della moglie di Liam, stavolta a beneficio della suocera. Alexis prova a riconciliarsi con Melissa, offrendosi di organizzare il baby shower nella tenuta Carrington. Kirby è stata rilasciata, con l'obbligo di vedere un terapista per curare la sua ossessione nei confronti della famiglia Carrington.
Ada Stone è disposta a cedere il contratto di vendita della Carrington Atlantic dietro pagamento di 1.000.000 $, con Michael che naturalmente respinge questa richiesta spropositata. I preparativi del baby shower mettono ulteriore tensione addosso a Steven e Sam, i quali si rendono conto di aspettare con paura l'arrivo di un figlio destinato a sconvolgere i loro equilibri. È Anders a suggerire a Sam che è la semplicità la ricetta giusta per conquistare Steven. Laura sembra apprezzare molto Fallon, una ragazza decisa che può dare una svegliata al fin troppo mite figlio Liam. Allo stesso tempo Fallon riscontra l'estrema invadenza di Laura, oltre al fatto che non perda occasione per sminuire Liam. Laura sorprende Fallon chiamare Michael "amore" nel corso di una telefonata, spiattellando la verità a Liam sul tradimento della nuora. Liam non si scompone, ma in compenso è Fallon a discutere con Laura per la sua intromissione e ad andarsene sdegnata. Alexis ha fatto in modo che a Kirby fosse assegnato come terapista il Dottor Toscanni, un medico di sua fiducia che avrà il compito di scoprire quanto la ragazza ricordi dell'incendio alla camera di Fallon.
L'ipnosi porta Kirby a ricordare che l'origine dei suoi guai fu l'aver ascoltato una conversazione tra Alexis e Anders in cui la donna implorava il maggiordomo di mantenere il segreto su una loro relazione, ancorché di una sola notte; Alexis trovò Kirby acquattata e, per paura che potesse dire la verità, le attribuì la colpa dell'incendio, facendola rimpatriare in Australia. Ada Stone costringe Michael a diventare il suo tirapiedi, altrimenti denuncerà Fallon alla polizia per la frode ordita ai danni dei Van Kirk. Kirby nasconde una microcamera in un orsetto di peluche, registrando una discussione tra Alexis e Anders a margine del baby shower, mandandola in onda al momento fatidico dello svelamento del sesso del bambino. Si scopre infatti che Steven non è figlio di Blake, bensì di Anders. A questo punto Melissa, avendo appreso che il suo bambino non è frutto del lignaggio dei Carrington, rivela che non è Steven il padre del bambino.

## Nevicherà all’inferno
- Titolo originale: Snowflakes in Hell
- Diretto da: Mary Lou Belli
- Scritto da: Francisca X. Hu & Aubrey Villalobos

### Trama
All'indomani della rivelazione di Kirby, i Carrington faticano a rimettere insieme i cocci di una famiglia distrutta. Fallon caccia via Alexis, proibendole di rimettere piede nella tenuta. Blake e Steven si ripromettono che quanto scoperto non avrà alcuna ripercussione, anche se entrambi sono consapevoli di quanto il loro rapporto fosse tutt'altro che idilliaco. Anders non può fare altrimenti che rassegnare le dimissioni, ma Blake gli ordina di restare fino a quando non avrà trovato un sostituto; lo stesso Blake si diverte a rimbalzare ogni candidato presentato dal maggiordomo, in modo tale da costringerlo a restare controvoglia e subire le sue angherie. Steven progetta di trasferirsi in Paraguay, dove riprendere l'attività della sua fondazione, e Sam si offre di seguirlo, anche se questo significa rinunciare al lusso della vita nella tenuta. I Carrington firmano l'atto di vendita della compagnia alla Van Kirk Industries, recidendo ogni legame che teneva la famiglia unita. Ada vuole che Michael partecipi a una partita clandestina di poker, con la donna a dargli istruzioni via auricolare.
Fallon cerca di far desistere Steven dal trasferirsi in Sud America, facendogli capire che può combattere le sue battaglie umanitarie anche restando ad Atlanta. La toppa, vale a dire presentargli un finto biglietto scritto quando erano bambini in cui si ripromettevano di non separarsi mai, viene peggio del buco e induce Steven ad anticipare la partenza. Fallon non si dà per vinta, al punto di raggiungere Steven in Paraguay con tanto di famigliari al seguito, Alexis compresa. I Carrington cercano di gettare anima e corpo nell'attività di Steven, costruire abitazioni per le persone meno abbienti, ma la vita grama dei cooperanti non fa proprio per loro. Steven accusa Fallon di essere venuta in Paraguay unicamente per appagare il proprio ego, non sapendo più come fare a tenere insieme una famiglia ormai disgregata. Intanto, Michael si reca alla partita di poker, tra i cui partecipanti c'è anche Jeff. Michael ha l'incarico di fotografare per Ada un libretto tenuto dal padrone di casa e fuggire prima dell'alba, momento in cui farà irruzione l'FBI. Michael riesce a compiere l'impresa, salvando nel contempo Jeff dai federali, come ringraziamento per non avergli fatto saltare la copertura.
Di ritorno dal Paraguay, Blake ha un colloquio con Cristal che contribuisce a rasserenarlo. Questo lo porta a rappacificarsi con Anders, dato che all'epoca dei fatti nemmeno lui era uno stinco di stanco e quindi non può giudicarlo, al netto della gravità del tradimento consumato con Alexis. Anche Steven e Fallon fanno pace, cantando insieme al pianoforte come facevano ai vecchi tempi. Fallon invita il fratellastro a seguire la propria strada, mentre Steven le chiede di perdonare Alexis. Steven annuncia a Sam che tornerà in Paraguay, ma stavolta senza di lui.

## Regina di coppe
- Titolo originale:
- Diretto da: Jeffrey W. Byrd
- Scritto da: Kevin Garnett & Jay Gibson

### Trama
Hank vende a una galleria d'arte un Rembrandt sottratto ai Carrington, lasciando una traccia che Blake intende sfruttare per acciuffarlo. Una rivista pubblica alcune fotografie che immortalano Fallon nell'atto di tradire Liam con Michael. Questo induce la ragazza a organizzare una festa di "separazione consapevole" per celebrare il divorzio del matrimonio mai avvenuto tra lei e Liam, anche se corre il rischio di indispettire i Van Kirk. Jeff accetta di aiutare Michael a incastrare Ada, attirandola nella trappola di una partita di poker a casa Colby. Cristal, ormai pienamente inserita nelle dinamiche della famiglia Carrington, convince Sam, sofferente per la lontananza da Steven, a consultare una famosa chiromante di nome Adriana. Steven fa venire Adriana alla tenuta, la quale predice che uno sbaglio del passato di Alexis arriverà a scuotere le fondamenta della famiglia.
Fallon è convinta che Michael la stia tradendo, avendo risposto a una telefonata di Ada che si è presentata come una "cara amica" del fidanzato. Blake incastra Alexis come responsabile del furto del Rembrandt, ma inaspettatamente si mostra conciliante e decide di perdonarla. Ada arriva alla serata poker di Jeff, esigendo un compenso adeguato per farlo diventare il nuovo biscazziere della città. Jeff e Michael hanno registrato il tentativo di estorsione, ma Ada è stata più furba e ha fatto cancellare le prove. Inebriato perché Adriana gli ha pronosticato un'importante crescita personale, Sam è alla ricerca di una madre surrogata per il bambino che avrà con Steven. Nonostante Liam abbia ammesso di essere stato lui a far avere le fotografie alla rivista, Fallon lo bacia dopo la rottura simbolica della loro finta unione e lo bacia. Dopodiché Fallon vede Michael in compagnia di Ada, convinta che sia stato lui a tradirla, esattamente come aveva predetto Adriana. Jeff sorprende Fallon con Liam a petto nudo, invitandola a dirlo a Michael che, al contrario di lei, si sta comportando bene. Sam propone a Kirby di essere lei la madre surrogata.
Cristal confessa a Blake di aver perso il suo lavoro  di massaggiatrice in Arizona, trattenendosi nella tenuta Carrington perché non ha altro posto dove andare; convinto che sia stato il destino a far arrivare Cristal da lui, Blake la bacia. Hank è in combutta con Claudia, la moglie del defunto Matthew, che lo rimprovera di non essere riuscito a ottenere i soldi, quindi adesso si farà a modo suo. Alexis chiede un nuovo consulto ad Adriana, sentendosi dire che un uomo potente la chiederà di sposarlo e successivamente morirà.

## Quella Strega
- Titolo originale: That Witch
- Diretto da: Tessa Blake
- Scritto da: Josh Reims & Libby Wells

### Trama
Fallon vorrebbe festeggiare il Ringraziamento con i familiari di Michael, apprendendo che non sanno niente del loro fidanzamento. Allo stesso tempo Fallon riceve un ultimatum da Liam che pretende di sapere se tra loro esista ancora del sentimento. Il primo contatto tra Fallon e Luella, la madre di Michael, non va per il verso giusto; la donna viene successivamente convinta da Michael e da sua sorella ad accettare l'invito. Anders proibisce a Kirby di fare la madre surrogata, cercando di far capire a Sam che la sua idea è pura follia. Blake progetta di trascorrere il Ringraziamento lontano dalla famiglia, invitando Cristal a seguirlo; una tempesta li costringe a cambiare i programmi, anche se era stata Alexis a corrompere il pilota del volo privato, affinché dicesse loro che non c'erano le condizioni per decollare. Cristal scopre che è stato Blake a comprare la clinica in Arizona, facendole perdere il lavoro e attirandola a sé.
La tempesta evolve in uragano, costringendo tutti i Carrington a festeggiare il Ringraziamento nella tenuta. A loro si unisce il Pastore della congregazione presso cui presta servizio Luella con tanto di parrocchiani, grazie a Fallon che ha "generosamente" finanziato la ristrutturazione del tetto della Chiesa. Dopo che viene diramata un'allerta tornado, gli ospiti si rifugiano nel piano interrato. Fallon viene accidentalmente colpita da una saliera alzata dal vento, sognando di trovarsi nel mondo del Mago di Oz in cui viene messa davanti alla scelta tra Michael e Liam; Fallon si rende conto che non prendere una decisione significa scegliere, come ha sempre fatto, sé stessa. Al risveglio, Fallon decide di staccare un assegno a sua madre come fine delle loro ostilità, oltre a incassare l'approvazione di Luella al fidanzamento con Michael. Pur non avendo cambiato idea sulla faccenda della madre surrogata, Anders acconsente che Kirby viva nella tenuta dei Carrington. Blake chiude una volta per tutte con Alexis, dicendole apertamente che non esiste alcuna speranza di un ritorno di fiamma. Cristal mette al corrente Blake della sua scoperta sulla faccenda della clinica, imponendo un rapporto trasparente e privo di sotterfugi; per dimostrarle la propria sincerità, avendo capito che la vita è troppo breve per tergiversare, Blake chiede a Cristal di sposarlo. Fallon telefona a Liam per comunicargli che ha compiuto la sua scelta, ed è Michael.
Alexis consegna l'assegno di Fallon ad Hank, saldando così il suo debito. Hank lascia il piccolo Matthew fuori dalla roulotte di Alexis, con tanto di biglietto in cui scrive che vuole tenerlo lontano da quella pazza di Claudia.

## Infestazione temporanea
- Titolo originale: A Temporary Infestation
- Diretto da: Michael A. Allowitz
- Scritto da: Jenna Richman

### Trama
Blake riunisce la famiglia per annunciare il suo matrimonio con Cristal. Michael vorrebbe prendere esempio e sposare Fallon, la quale continua però a procrastinare; la sua nuova idea è fondare un'etichetta musicale indipendente con Monica, usando il suo club come sede di uno showcase per la scoperta di nuovi talenti. Alexis fa trovare Matthew nella mangiatoia del presepe allestito nel giardino della tenuta, fingendo che sia stato abbandonato.
Monica accetta la proposta di Fallon, ma lo showcase si sovrappone alla partita di poker organizzata da Jeff. Monica ha capito che Fallon si sta buttando in quest'impresa per distogliere la mente dai problemi sentimentali con Michael e Liam. Michael comunica ad Ada che la partita è stata rinviata, ma la donna pretende che gli incontri riprendano regolarmente. Alexis vuole trasferirsi nel vecchio appartamento di Celia, con Cristal che esegue un rituale per disinfestarlo dal fantasmi della precedente occupante; i fumi attivano l’antincendio che allaga il loft. Sam e Kirby decidono di prendersi cura di Matthew, trovando il babysitter giusto nel tatuatore Manuel. Alexis riesce a far confessare Cristal come responsabile delle piante morte e dell'allagamento del loft. Blake non è minimamente toccato da questa storia, derubricata all'ennesimo gesto folle di Alexis, e ribadisce il proprio amore nei confronti di Cristal. Ada si presenta allo showcase al Club Colby, obbligando Michael a far scoppiare un incendio che manda in fuga i partecipanti. Jeff confessa a Monica i suoi intrallazzi con Ada, mentre Fallon si apre con Michael e dichiara di volerlo sposare il prima possibile per fugare ogni dubbio.
Durante l'allagamento Cristal ha trovato il bambinello sottratto da Alexis al presepe, capendo che è stata lei a far arrivare il neonato nella tenuta. Cristal manda Sam nella roulotte di Alexis, appositamente per fargli trovare il bambinello.

## Un vero istinto per la giugulare
- Titolo originale: A Real Instinct for the Jugular
- Diretto da: Matt Earl Beesley
- Scritto da: David Israel & Francisca X. Hu

### Trama
Alexis e Sam si accordano per non far sapere a nessuno che il bambino, ormai ribattezzato da tutti il piccolo Blake, è figlio di Hank; Cristal resta interdetta nel vedere che Sam si è schierato dalla parte di Alexis, la quale dal canto suo non tollera che la donna diventi la confidente intima suoi figli. Fallon è indaffarata con i preparativi del suo matrimonio, ma la location in cui vorrebbe tenere il ricevimento (la Swan House) è stata prenotata da Mimi Rose Prescott, una milionaria del Sud che si è sposata parecchie volte. Siccome Mimi Rose è amica di Alexis, Fallon chiede alla madre di accompagnarla all'incontro per convincerla a lasciare libera la Swan House. Ada vuole che Michael svolga un ultimo compito per lei, facendole una consegna, ultimata la quale gli promette la libertà. Anders inizia a fare domande indiscrete a Cristal, affermando che si tratta della normale routine per conoscere meglio la nuova signora Carrington.
Alexis ottiene un primo importante risultato sul fronte Mimi Rose, venendo ammessa nell'esclusivo club per l'organizzazione del Giubileo annuale degli alberi di pesco. Fallon accusa la madre di essere unicamente interessata a rientrare in società, decretando che non è gradita al matrimonio. Cristal fa capire a Fallon che in un matrimonio la location non è importante, anche se Swan House ha per lei un valore affettivo, essendosi sposata lì anche sua nonna. Dopo aver tentato un'inutile mediazione con Mimi Rose, Alexis la investe in retromarcia, così da costringerla a rimandare il suo matrimonio. Michael sta effettuando la consegna per Ada, ma il doganiere decide di ispezionare il carico; siccome il materiale a bordo è rubato, Michael gioca la carta del razzismo e scampa il controllo senza dover usare le maniere forti. Michael prende le difese di Ada, dopo che Keith (l'altro suo sgherro) minacciava di ucciderla. Sam è triste perché fatica a mettersi in contatto con Steven, non potendo condividere con lui le piccole gioie della vita matrimoniale; questo contribuisce ad avvicinarlo a Manuel, ormai pienamente inserito nell’organigramma della tenuta Carrington. Dopo aver subito un tentativo di seduzione da parte di Manuel, Sam decide di mandarlo via.
Blake annuncia a Cristal di aver comprato la National Soccer Federation, una squadra di calcio, grande passione della futura moglie. Fallon ringrazia Alexis per aver messo Mimi Rose fuori gioco, anche se alla fine ha deciso di sposarsi nella tenuta. Michael comunica ad Ada che ha deciso di restare al suo fianco dopo aver sentito da Keith cosa le è successo negli intrallazzi con i Van Kirk. Sam è terrorizzato all'idea di Claudia in circolazione. Sfogliando l'album di nozze, Sam si accorge che al suo matrimonio era presente Claudia, identificata anche da Alexis come la madre del piccolo Blake. Anders li informa che il bambino è sparito.

## Una vera pazza
- Titolo originale: Crazy Lady
- Diretto da: Melanie Mayron
- Scritto da: Christopher Fife & Paula Sabbaga

### Trama
La viglia di Natale in casa Carrington è agitata dalla scomparsa del piccolo Blake, con i federali sulle tracce di Claudia. Fallon prende in mano la situazione e indirizza l'FBI al vecchio appartamento di Claudia, trovandolo vuoto; in compenso Fallon rinviene un flacone delle medicine di Claudia. Michael viene incaricato da Ada di effettuare un'importante consegna fuori da Atlanta. Blake vuole apparire in televisione per lanciare un appello al pubblico, occasione che Alexis intende prendere al volo pur di apparire al fianco dell'ex marito.
Fallon è in disaccordo con il padre per la video-intervista, sentendosi rispondere che è stata lei a dare inizio a tutto con la sua visita a Claudia in clinica, quindi Blake la ritiene responsabile della morte di Celia. Le parole del padre fanno sentire in colpa Fallon, rendendola ancora più determinata a ritrovare Blake Jr. ed evitare una nuova tragedia sulla sua coscienza. Claudia viene rintracciata in un albergo, dove minaccia di gettarsi dal tetto con il neonato; Claudia rivela di essere stata lei a uccidere Celia. Fallon convince la donna ad offrire il meglio a Blake Jr., esattamente quello che avrebbe voluto anche Matthew; Claudia però impazzisce e inciampa nella canna dell'acqua, facendo precipitare il bambino che si rivela però essere un bambolotto. Infatti, è stato Manuel a rapire il piccolo Blake, fatto di cui si era accorta la sola Kirby che adesso è minacciata dall'uomo con un coltello. Michael consegna la merce di Ada, ma scopre che la donna ha nascosto dell'eroina all'interno dei manufatti perché il cliente della spedizione è la Van Kirk Industries. Sul posto accorre anche Jeff, furioso con Michael per aver saputo che sta ancora lavorando per Ada ed è stato lui a sparare i fumogeni la notte dello showcase. I due riescono a fuggire prima dell'arrivo delle autorità.
Claudia viene arrestata per l'omicidio di Celia. Sam sente che non è giusto tenere il bambino, consegnandolo alla sua vera famiglia. Michael sta portando Jeff all'ospedale, essendo rimasto ferito alla spalla in una precedente sparatoria, ma quando l'amico si addormenta Michael si distrae dalla guida e rischia la collisione con un’altra automobile. Blake si scusa con Fallon per le sue parole a proposito di Celia, riconoscendo che aveva ragione sulla vendita della compagnia perché stava rovinando la loro famiglia. Anders informa i Carrington che Steven non è salito sul volo dal Paraguay; nello stesso momento Michael telefona a Blake per comunicargli che ha urgentemente bisogno del suo aiuto, con Jeff esanime a terra.

## L'umore giusto per lo Champagne
- Titolo originale: A Champagne Mood
- Diretto da: Michael A. Allowitz
- Scritto da: Josh Reims & Kevin Garnett

### Trama
Jeff è in coma nella tenuta dei Carrington, dove Blake ha fatto allestire una stanza d'ospedale appositamente per lui. Monica ritiene Michael responsabile di quanto accaduto al fratello, minacciandolo di far sapere a Fallon tutto quello che le sta nascondendo. Quando si riveglia, Jeff preannuncia a Michael che troverà il modo di fargliela pagare. Dopo essersi chiarita con il fidanzato, Fallon raggiunge Nico per pagare il suo silenzio sul coinvolgimento di Michael negli intrallazzi di Ada. Sam sostituirà Steven, le cui ultime notizie lo danno disperso nella foresta paraguaiana, alla serata di gala della sua fondazione; il suo entusiasmo si spezza quando riceve i documenti di divorzio via posta. Cristal tiene nascosto a Blake un test di gravidanza dal quale risulta incinta.
Jeff stringe un accordo con Blake, stabilendo che lo aiuterà nell'acquisto della National Soccer Federation in cambio della distruzione di Michael. Questi, nel frattempo, incontra Liam assieme a Fallon per informarlo delle recenti novità sulla Van Kirk Industries; Fallon ragguaglia il "finto ex amico" della faccenda della escort, riuscendo a strappare il suo assenso ad attaccare pubblicamente la società. Jeff ha un attacco cardiaco a seguito di un duro confronto con Michael, salvandosi grazie al tempestivo intervento del defibrillatore; Jeff decide di tornare a casa sua, felice perché durante la crisi ha visto la madre cantare una canzone, tanto da volerla rivedere, nonostante la donna abbia fatto perdere le sue tracce quando lui e Monica erano bambini. Al gala Sam incontra Colin, un vecchio amico appena lasciato dal compagno. Jeff comunica a Blake che ha deciso di ridefinire i termini della loro intesa, con il signor Carrington chiamato a un ruolo attivo nella riqualificazione dei quartieri meno abbienti della città. Blake coglie l'occasione del gala per annunciare l'acquisto della squadra di calcio, oltre alla gravidanza di Cristal che ha scoperto quando in precedenza alla fidanzata era caduto il test dalla borsetta. Jeff informa Fallon che Michael ha continuato a lavorare per Ada anche dopo la chiusura formale del loro accordo; indecisa su come comportarsi, Fallon chiede consiglio a Monica che la invita a seguire il proprio istinto. Fallon sorprende Sam intendo a baciarsi con Colin nello studio di Blake, schiaffeggiandolo per il tradimento inflitto al fratello.
Blake spiega a Cristal che il bambino in arrivo è una benedizione, capitando esattamente nel momento in cui sentiva il bisogno di un forte cambiamento. Cristal prende il cellulare di Blake per fargli saltare l'affare calcistico. Fallon comunica a Michael che, non potendosi più fidare di lui, la loro storia è finita; nello stesso momento Michael riceve la telefonata della madre che ha subito un furto. Jeff lascia un messaggio nella segreteria telefonica della madre, chiedendole di richiamarlo. Steven telefona a Sam per chiedergli di dimenticare i documenti del divorzio, conseguenza della droga assunta in Paraguay, promettendogli che si rivedranno non appena avrà sistemato un paio di affari. Fallon bussa alla porta di Liam, trovandoci una ragazza che si presenta come la nuova fidanzata.

## Non ti sopporto
- Titolo originale: The Sight of You
- Diretto da: Matt Earl Beesley
- Scritto da: David Israel & Aubrey Villalobos

### Trama
Con la scusa di dimenticare Michael, Fallon organizza una vacanza sulla neve con Monica; alla coppia si uniscono Cristal, desiderosa di svagarsi prima che abbia inizio il tour de force della gravidanza, e Kirby, imbarcatasi clandestinamente a bordo dell'aereo. Non appena arrivate allo chalet, le ragazze scoprono che Fallon ha scelto di andare nello stesso posto in cui sta soggiornando anche Liam in compagnia di Ashley. Michael è tornato a vivere a casa di madre e sorella, quando Blake bussa alla porta per chiedere il suo aiuto; il signor Carrington ha messo nel mirino il calciatore Sterling Wells, attualmente in Belgio, e vorrebbe che Michael lo aiutasse a ingaggiarlo.
Il primo contatto tra Fallon e Ashley non va per il verso giusto, dato che quest'ultima non ha la benché minima intenzione di spianarle facilmente la strada. Monica, Cristal e Kirby accettano di aiutare Fallon a restare da sola con Liam; al gruppo si unisce anche Sam, dapprima rimasto ad Atlanta con Alexis, ma presto stancatosi della sedicente "terapia anti-noia" della suocera. Fallon dice a Liam di aver finalmente capito che il suo uomo è lui, ma Liam risponde di aver voltato pagina e lo stesso dovrebbe fare anche lei. Le ragazze e Sam si ritrovano in un bar, dove subiscono prima il furto di borse e denaro, poi l'aggressione di Ashley, furibonda per il "trattamento estetico" cui Sam e Kirby l'hanno sottoposta. Spronato dalla madre a rimettersi in carreggiata, Michael accetta la proposta di Blake, mettendo in chiaro che non ha intenzione di instaurare alcun rapporto di lavoro con lui, ma soltanto portare a termine la missione Wells. Costui non si dimostra facilmente comprabile dal denaro di Blake, così Michael prende in mano la situazione e riesce a far leva sui valori americani di cui Wells potrebbe godere giocando a calcio nel suo Paese. Michael annuncia a Blake che Sterling ha accettato la sua proposta, ma che giocherà soltanto per la squadra di cui lo stesso Michael diventerà socio; poiché ad Atlanta ci sono due squadre di calcio, Michael ottiene ottime condizioni per lavorare con Blake.
Cristal confida a Fallon che il figlio di cui è incinta potrebbe non essere di Blake, dato che ha avuto un rapporto con il suo ex marito in Messico. Liam riconsegna a Fallon le loro borse, rubate da un'amica di Ashley come ritorsione, anche se non nasconde il proprio disgusto per il modo infantile con cui Fallon si sta comportando. Jeff è deluso perché la madre ha dato buca al loro incontro, ma non sa che è stata Monica a farlo saltare, minacciandola telefonicamente di lasciarli in pace. Kirby vede Fallon piangere per Liam, offrendosi di diventare sua amica. Davanti alla gioia di Blake, Cristal non trova il coraggio di dirgli del bambino.

## Doppie ricchezze, doppie certezze
- Titolo originale: Filthy Games
- Diretto da: Geary McLeod
- Scritto da: Francisca X. Hu & Libby Wells

### Trama
Monica sprona Fallon a rimettersi in carreggiata dopo la delusione con Liam, invitandola a una serata giochi nel suo club. L'arrivo del celebre giornalista Kenneth Desai, per un'intervista che si era dimenticata di annullare, costringe Fallon ad abbandonare il suo isolamento. Sam ha fatto i conti con sé stesso, rendendosi conto che deve essere meno materialista e più vicino agli ideali di Steven. Cristal sottopone Fallon al test del DNA, così da poterlo confrontare a quello di Blake e appurare se il figlio sia davvero suo, evitando di confessare un falso positivo. Cristal ha però intuito che Cristal sta nascondendo qualcosa, assoldando il giardiniere Tony per scavare nella vita della donna.
Per la buona riuscita dell'intervista, Fallon implora Michael di cenare insieme, dato che vuole mostrare a Desai come i loro rapporti siano rimasti assolutamente civili. Michael non ha alcuna intenzione di assecondare ulteriormente i vaneggiamenti di Fallon e la loro conservazione viene ascoltata dietro la porta da Desai. Fallon implora il giornalista di trattenersi un altro giorno, partecipando alla festa nel club di Monica in cui farà un annuncio importante. Sam ingaggia la star di Instagram Lady Monk per liberarsi di tutti gli abiti trash del suo guardaroba; Kirby inizia a preoccuparsi dell'influenza che Lady Monk sta esercitando su Sam. Tony entra in possesso del test del DNA, consegnandolo ad Alexis che intende scambiarlo con un test fasullo per inguaiare Cristal agli occhi di Blake. Quest'ultimo ha intanto scelto Tutti insieme cresceremo come motto della sua squadra, indispettendo Michael per avergli rubato l'idea, con tanto di minaccia che non tollererà ulteriori tiri mancini.
Kirby smaschera Lady Monk come truffatrice seriale che intasca i proventi degli abiti fatti vendere ai ricchi. Mentre viene portata fuori dalla sicurezza, Lady Monk definisce Fallon una truffatrice al suo pari, rendendo inevitabile la scrittura di un pessimo articolo da parte di Desai. Blake viene a sapere per vie traverse del test di gravidanza, costringendo Cristal a raccontargli che il suo ex marito era un calciatore, la cui carriera è stata rovinata dal padre perché voleva truccasse una partita. Cristal assicura a Blake che Mark Jennings è un capitolo chiuso della sua vita, ma la loro conversazione è ascoltata da Tony che può passare il suo contatto ad Alexis. L'esperienza con Lady Monk ha insegnato a Fallon che non deve mostrarsi a tutti i costi sicura di sé, non avendo paura di mostrare le proprie fragilità; questo la porta a confidarsi con suo padre, il quale la ingaggia nel suo team calcistico in cui si ritrova a lavorare fianco a fianco con Michael.

## Persino i vermi possono riprodursi
- Titolo originale: Even Worms Can Procreate
- Diretto da: Viet Nguyen
- Scritto da: Christopher Fife & Jay Gibson

### Trama
Alla vigilia dell'arrivo dei risultati del test del DNA, Blake stringe un patto con Cristal, nel senso che accetterà il bambino anche se non sarà lui il padre, ma in tal caso entrambi dovranno mentire e fingere che sia loro. Rintracciato con successo da Alexis, Mark si presenta alla tenuta Carrington per vantare i propri diritti sul bambino; Blake consente all'uomo di trattenersi fino all'arrivo dei risultati, dopodiché potranno eventualmente trovare un accordo per la custodia del bambino. Dopo che il padre le ha imposto di accettare la presenza di Michael nella nuova impresa familiare, Fallon inizia a combinare dei dispetti all'ex fidanzato per far capire a suo padre che non è adatto a guidarla. Sam inizia la sua attività da influencer come therealsammyjo, così da ritagliarsi una posizione nella famiglia Carrington e non essere più visto come il marito annoiato di un miliardario; ben presto lui e Kirby si accorgono che la vera star dei social è Anders.
Alexis mette in testa a Mark che Cristal sia ancora innamorata di lui, ma ha paura di esporsi per non ferire Blake; Cristal gli ricorda che loro famiglie li divisero a causa di un misterioso incidente accaduto in Messico, ragione per cui non potranno mai stare insieme. Alexis fa in modo che Blake veda il colloquio tra Cristal e Mark, inducendolo a tentare di corromperlo pur di volerlo fuori dai piedi. I Carrington presentano il logo dell'Atlantix FC, la loro squadra di calcio, e tre nuovi acquisti, tra i quali PJ Reed. Quest'ultimo ha avuto problemi di droga con il suo precedente club, contraddicendo i principi sociali sui quali Blake e Michael hanno voluto erigere la loro squadra; Blake licenzia Fallon perché la giornalista da lei assoldata è andata troppo oltre, attaccando Michael per la sua passata dipendenza dai farmaci. Dopo essersi confidata con Cristal, Fallon si rende conto che continuando a comportarsi in questo modo rischia di diventare una donna manipolatrice come sua madre, così formula una proposta di pace a Michael; i due, consci che sono i soldi ad aver rovinato il loro rapporto, finiscono per fare l'amore. Nel frattempo, Cristal accusa Alexis di essere la responsabile dell'arrivo di Mark nella tenuta, comunicandole di aver appena parlato con il suo dottore e saputo che è Blake il padre del bambino maschio di cui è in attesa. Kirby mostra a Sam un video-messaggio di Anders in cui gli chiede, essendo il marito di suo figlio, di essere chiamato papà.
Steven telefona a Sam per comunicargli che è stato rapinato ed è senza passaporto, ma cade la linea prima che possa dire il posto in cui si trova. Ubriaca e in crisi dopo aver sentito che è una cinica manipolatrice, Alexis prende una pistola dall'armeria per suicidarsi, ma quando vede Cristal cavalcare un'ultima volta con Mark, spara un colpo che colpisce in pieno Mark; il cavallo di Cristal si imbizzarisce, trascinandola a penzoloni per qualche metro.

## Così narra la leggenda parigina...
- Titolo originale: Parisian Legend Has It...
- Diretto da: Pascal Verschooris
- Scritto da: Sallie Patrick & Jenna Richman

### Trama
Cristal si risveglia in ospedale, dove Blake le comunica che la caduta da cavallo ha provocato la perdita del bambino, oltre alla morte di Mark su cui la polizia sta indagando. Steven riesce a mettersi in contatto con Fallon dall'Ambasciata americana a Parigi; la ragazza decide di partire con Sam alla volta della Francia per fargli una sorpresa. Steven non si mostra particolarmente entusiasta per la loro visita, dato che adesso ha un nuovo amico inglese di nome George conosciuto in Paraguay. Dovendo seguire le indagini, Blake incarica Alexis di sorvegliare Cristal; la donna ha ricevuto un'ulteriore terribile notizia, cioè che non potrà più avere figli, e brama all'idea che il responsabile sarà assicurato alla giustizia.
Blake sospetta che il responsabile della sparatoria sia Mac, un uomo che aveva ingaggiato per pestare Mark e indurlo a lasciare la tenuta, salvo poi ritirare l'ordine una volta che le cose tra loro sembravano essersi risolte con le buone; per sviare i sospetti dalla sua persona, Alexis riferisce di aver visto Mac aggirarsi per la tenuta, nonostante non fosse vero. Blake uccide Mac con l'assenso di Cristal, convinta da Alexis che sia davvero lui il colpevole. Fallon e Sam sono sempre più preoccupati per Steven, soprattutto perché George continua a darsi alla macchia pur di non conoscerli; inoltre, è misteriosamente saltato fuori il passaporto che Steven affermava di aver perso, dando l’impressione che per qualche motivo non voglia rientrare negli Stati Uniti. Fallon viene invitata a una festa dalla cugina francese Julie, occasione propizia per chiarire le cose con Steven; questi giustifica l'ennesima assenza di George con un litigio appena avvenuto. Steven confessa a Sam di aver fatto sesso con George in Paraguay, ma di non ricordare nulla, e di avergli inviato i documenti del divorzio in un momento di debolezza, cambiando poi idea; Sam dice di non essere disposto a girare il mondo per andarlo a recuperare e ritiene sia opportuno farla finita. Steven rientra barcollante nel suo appartamento, seguito da Fallon e Sam, dove trovano un cappio appeso per un suicidio; Steven dice di non saperne nulla e tenta inutilmente di contattare George. 
Steven accetta di ricoverarsi in una clinica parigina, chiedendo a Fallon di non farne parola con Blake, dopodiché invita Sam a lasciarlo perdere perché si merita una persona migliore di lui. Sul volo di ritorno Fallon implora Sam di non abbandonare la tenuta, non sentendosela di perdere un altro fratello. A Parigi, l'uomo che si faceva chiamare George si rivela essere Adam, il fratello di Steven e Fallon, che lo ha messo fuori gioco per potersi finalmente appropriare della vita lussuosa che gli è stata negata.

## Iperprotezione materna
- Titolo originale: Motherly Overprotectiveness
- Diretto da: Brandi Bradburn
- Scritto da: David Israel & Paula Sabbaga

### Trama
Billings, Montana, sei mesi prima. Vedendo l'appello di Alexis in televisione, la madre di Adam gli rivela che è lui il figlio dei Carrington. Adam inizia a nutrire una morbosa attrazione per quel mondo che, a suo dire, gli è stato negato dall'egoismo della donna che lo ha cresciuto.
Presente. Fallon prende in mano le redini della tenuta, visto che il padre e Cristal attraversano una crisi per la perdita del bambino e l'omicidio di Mac, quest'ultimo aspetto ovviamente tenuto nascosto; anche Fallon e Sam conservano gelosamente il loro segreto su Steven, dato che tutti lo credono ancora in Paraguay. Adam si presenta alla tenuta e Blake è convinto di aver finalmente trovato il figlio perduto, sottoponendosi al test del DNA con lui. Fallon non è affatto convinta dalla pantomima del fratello ritrovato, così spinge Sam ad accompagnarla a Billings a indagare sul conto di Adam. Intanto, il progetto di costruzione dello stadio subisce un intoppo che rischia di mandare a monte l'intera operazione. Cristal si offre di portare avanti il business della squadra, anche se il lotto alternativo individuato appartiene a Jeff che ha appena deciso di edificare il suo nuovo progetto socialmente utile; ovviamente Jeff declina la proposta di mettersi in affari con i Carrington.
Fallon e Sam si presentano alla clinica in cui Adam lavorava come veterinario, scoprendo che precedentemente era un dottore; un ulteriore controllo rivela che fu licenziato perché prescriveva oppiacei ai pazienti. Adam se la prende con Alexis perché, contrariamente a Blake, non vuole credere che sia suo figlio. Anders annuncia il risultato del test che conferma la paternità di Blake, ma nello stesso momento Fallon e Sam comunicano la faccenda dell'abilitazione medica e il successivo furto di sostanze alla clinica veterinaria; Adam ammette che quanto dice Fallon è vero, ma dichiara che i furti erano dovuti alla necessità di aiutare la madre. Blake intende accelerare la conoscenza tra Adam e Steven, tanto da aver organizzato il volo per il Paraguay, costringendo Fallon a raccontare la verità su Parigi; Adam prende le difese della sorella, convincendola che la cosa migliore è la sua permanenza nella tenuta. Jeff si vede respingere il progetto, dopo che i Carrington hanno convinto la commissione cittadina a voltargli le spalle; per vendetta, Jeff ha venduto il terreno alla metà della cifra che avrebbe chiesto a Blake. Cristal esulta perché Jeff ignora di aver venduto il lotto a un'azienda di proprietà di suo padre, il quale annuncia inoltre il suo arrivo. Adam si presenta nell'appartamento di Alexis, dove la donna sta bruciando i documenti in cui risulta che fu lei a falsificare il test di Hank, e le propone di condividere questo loro piccolo segreto; dopo averla invitata a bruciare l'ultimo foglio, Adam spinge Alexis sul braciere.

## Uomini miseramente ingrati
- Titolo originale: Miserably Ungrateful Men
- Diretto da: Jeffrey W. Byrd
- Scritto da: Garrett Oakley & Bryce Schramm

### Trama
Alexis si risveglia in ospedale con la faccia coperta dalle bende e sotto il ricatto di Adam, il quale minaccia di rivelare il suo ruolo nello scambio degli esami se solo proverà a incolparlo del suo "incidente". Blake e Fallon devono fronteggiare le conseguenze dell'uscita del temuto articolo di Desai su Fallon che mette in discussione non soltanto la reputazione dei Carrington, ma anche gli affari con diversi soci importanti; adesso Blake pretende che Fallon sistemi la cosa. Alla tenuta si presenta Beto, il fratello di Cristal, che vuole costringerla ad acquistare il centrocampista Carlos Aguirre, un amico di famiglia; Cristal mente a Blake, presentandogli Beto come un cugino di Sam.
Blake ha fatto ottenere la licenza medica ad Adam, chiedendogli di aggregarsi allo staff medico dell'Atlantix guidato dal Dottor Glennon. Siccome Blake ha organizzato una festa di benvenuto per Adam, Fallon intende sfruttare l'occasione per riabilitare il suo nome, ingaggiando un team di ghostwriter al lavoro alla sua autobiografia. Beto invita Sam a chiedere a Cristal le ragioni per cui ha abbandonato la famiglia in Messico. Jeff vorrebbe ospitare Alexis a casa sua, ricambiando l'aiuto che la donna aveva dato a lui e Monica quando si trovavano in difficoltà; Adam naturalmente non vede di buon occhio la cosa e impone ad Alexis di non lasciare l'ospedale, dove può tenerla sotto controllo. Adam utilizza il computer di Glannon per divulgare fotografie di donne dell'ufficio, così da fargli perdere il posto. Michael comunica a Cristal che non ingaggerà Aguirre, avendo scoperto che veniva usato dal padre di Cristal per truccare le partite. Sam scopre che Beto è gay, quando invece si era finto uno sciupa-femmine, invitandolo a essere sé stesso nonostante la famiglia a cui appartiene e non trascurare il rapporto con Cristal, di cui avrà bisogno quando dovrà esporsi con il padre.
Blake nomina Adam medico sportivo dell'Atlantix, dicendosi felice di poter lavorare al fianco con ben due dei suoi figli. Fallon si ingelosisce nel vedere come suo padre si stia prodigando a concedere ad Adam cose che lei ha impiegato un'intera vita a ottenere. Beto promette a Cristal che la coprirà con il padre per il mancato ingaggio di Aguirre, consegnandole il dossier che il genitore intendeva usare contro di lei in cui erano schedati tutti i membri della famiglia Carrington. Fallon compra la casa editrice che avrebbe dovuto pubblicare la sua biografia, trasformandola nella Femperial Publishing e affidando a Kirby la collana dedicata ai millennials; Liam bussa alla porta di Fallon per sapere cosa sta succedendo. Adam affida Alexis al chirurgo estetico per l'operazione di ricostruzione della faccia, consegnando un modello del risultato finale.

## Ma quanto puoi essere sleale?
- Titolo originale: How Two-Faced Can You Get?
- Diretto da: Joanna Kerns
- Scritto da: Christopher Fife & Kevin Garnett

### Trama
Fallon non ha intenzione di pubblicare il libro di Liam, sotto contratto con la Femperial Publishing e non più rientrante nei nuovi parametri della casa editrice. Kirby suggerisce la femminista Gloria Collins come autrice di lancio della nuova Femperial, anche se la Collins è parecchio corteggiata e per pareggiare l'offerta dei rivali occorre evitare di pagare la penale a Liam. Jeff non ha preso bene il raggiro di Blake sul terreno, pretendendo un posto nella squadra. Cristal mette in allerta Blake sul pericolo rappresentato da suo padre, compreso il tentativo di infiltrare il corrotto Aguirre nella squadra.
Adam preannuncia a Blake che alcuni giocatori saranno oggetto di un test antidroga, ma P.J. Reed è risultato positivo a un controllo preliminare; Adam sostituisce la provetta, affinché il test di P.J. risulti negativo. Jeff si è però premunito di chiedere una contro-analisi, con tanto di filmato che riprende Adam scambiare i campioni. Tuttavia, Blake e Adam si premurano affinché il presidente della lega decida di lasciar correre, assumendo il figlio come medico sportivo praticante. Fallon comunica a Liam che il suo libro sarà pubblicato, ma a condizioni talmente svantaggiose da indurlo ad andarsene. Nel frattempo, Fallon si prodiga con Gloria affinché non possa esimersi dal firmare con la Femperial. Mentre si bacia con Kirby, Michael discute con Blake a proposito di un ammanco di 10.000.000 $, sentendosi rispondere che non ha la sua stessa esperienza di imprenditore e quindi non si deve permettere di discutere le sue decisioni. Jeff rivela a Michael che è Blake il mandante del furto a casa della sua famiglia. La famiglia di Cristal lancia un monito sulla limousine dei Carrington. Monica fotografa Michael e Kirby mentre si stanno baciando, inoltrandola a Fallon.
Blake ordina un irrigidimento delle misure di sicurezza della tenuta, anche se sono stati Cristal e Sam ad addormentare il vigilante e disegnare lo stemma sulla limousine. Gloria accetta di firmare con la Femperial. Michael convince Jeff a non divulgare il filmato di Adam, avendo in mano materiale decisamente più scottante che possono usare contro Blake per distruggerlo. Fallon dà il suo benestare alla relazione di Kirby e Michael, anche se avrebbe voluto che glielo dicesse e chiede d'ora in avanti maggiore sincerità. Dopodiché Fallon, che nel frattempo si è commossa leggendo il manoscritto di Liam, accetta di darlo alla stampa, scoprendo altresì che lui e Ashley si sono presi una pausa. Alexis toglie finalmente le bende, rivelando che le è stato ricostruito il volto di Fallon.

## La vita è un ballo in maschera
- Titolo originale: Life Is a Masquerade Party
- Diretto da: Jeffrey W. Byrd
- Scritto da: Josh Reims & Aubrey Villalobos

### Trama
Sam ha ufficialmente divorziato da Steven, organizzando una festa in maschera che segnerà la sua rinascita personale. Alexis scalpita per uscire dall'ospedale, ma Adam le chiede di pazientare ancora pochi giorni perché mira a farla tornare in scena alla festa di Sam. Siccome la stampa pensa che la ragazza di cui Liam parla nel suo libro sia Ashley, Fallon intende sfruttare la cosa a proprio vantaggio, chiedendo a entrambi di apparire in pubblico come se fossero ancora una coppia; il risultato però è che contribuisce a farli innamorare nuovamente. Blake si sente in pericolo da parte della famiglia di Cristal, nonostante le continue rassicurazioni di Beto a quest'ultima sul fatto che i Carrington non sono nel mirino del padre. Jeff e Michael stanno setacciando gli affari segreti di Blake, alla ricerca di un punto vulnerabile da cui poterlo attaccare.
Sfruttando un suo contatto in Messico, Blake fa provocare un blackout alla prima partita di campionato dell’Azteca, la squadra dei Jennings. Cristal si prende la colpa di aver simulato la minaccia da parte della sua famiglia; Blake la accusa di aver causato la guerra che presto dilanierà i due clan. Cristal invita suo padre Silvio alla tenuta per trattare la pace con Blake; resisi conto che la vittima collaterale di un eventuale loro conflitto sarebbe Cristal, i due uomini siglano la tregua. Adam sottrae il libro di Liam dalle braccia dell'addormentata Fallon, dicendole che secondo lui lo scrittore è davvero innamorato di lei. Fallon decide di affrontare a viso aperto Liam, togliendo ogni sovrastruttura che ha nascosto i suoi veri sentimenti; anche Liam confessa di essersi comportato allo stesso modo, quindi il libro era l'unica soluzione per rivelarle la verità. Il sodalizio Jeff-Michael entra in crisi quando Jeff rivela di essersi rivolto all'FBI per chiedere informazioni su Blake, esponendo Michael al rischio di essere coinvolto nelle indagini. Adam fa entrare Alexis al cospetto della famiglia, spiazzando tutti nel mostrare che si è rifatta il viso come Fallon; Adam ha comunque ottenuto il risultato sperato, cioè far pensare ai Carrington che sia stata di Alexis l'idea di questa follia.
Blake e Silvio si mettono in affari nel settore delle scommesse clandestine. Jeff trova subito una traccia di Blake nel business illegale di Silvio Flores. Sam si scusa con Anders per avergli addossato il peso del divorzio da suo figlio, anche se il maggiordomo è contento nel sapere Steven in cura. Alexis promette a Fallon che presto si abituerà alla sua nuova faccia, anche se la figlia continua a reputarla un'egoista che pensa unicamente al proprio benessere. Adam mette in vendita al miglior offerente una fotografia scattata alla festa in cui Fallon e Liam si sono baciati.

## Questa mia malattia
- Titolo originale: This Illness of Mine
- Diretto da: Matt Earl Beesley
- Scritto da: Francisca X. Hu & Jay Gibson

### Trama
La fotografia di Fallon e Liam sta facendo il giro del web, provocando il ritiro del libro presso diverse librerie e una campagna social contro di loro. Dopo aver rilasciato una dichiarazione alla stampa in cui si prende la colpa della leggerezza da editrice alle prime armi, Fallon incarica Sam di scovare il responsabile della divulgazione della foto. Come se non bastasse, alla tenuta Carrington piomba Laura che intende fare causa al figlio per diffamazione e impedire l'uscita del libro, a meno che Fallon non rinunci a lui. Blake e Silvio intendono iniziare il loro business sulle scommesse sportive in Georgia, il cui Parlamento si appresta a votare una legge che potrebbe liberalizzarle; Jeff ha capito che la lista trovata sul computer di Blake sono politici che lui e il nuovo socio stanno cercando di corrompere per assicurarsi il voto favorevole.
Liam organizza una cena per provare a distendere gli animi tra sua madre e Fallon; Laura afferma di essere malata e voler passare i suoi ultimi mesi di vita solo con Liam. Fallon fa prelevare il sangue di Laura, scoprendo che i valori sono nella norma. Le due donne iniziano a bisticciare pubblicamente, con Laura che sostiene di essere davvero ammalata perché ha dovuto sospendere la chemioterapia. Sam individua Adam come autore della fotografia a Fallon e Liam. Alexis rompe l'isolamento e cerca disperatamente di riconciliarsi con Blake e Fallon, ma entrambi fanno di tutto per non darle corda. Alexis scopre che è stato Adam a consegnare ai chirurghi la fotografia di Fallon da cui è stato eseguito l'intervento. Adam si accorge che Jeff manifesta i sintomi di uno stress post-traumatico, avvertendolo che se continuerà a mettergli i bastoni tra le ruote, lo lascerà stramazzare al pavimento. Sam e Anders hanno fatto ispezionare il computer di Adam, portando alla luce che è in combutta con Laura per simulare la sua malattia. Fallon costringe Laura a dire la verità a Liam prima che sia lei a farlo.
Alexis annuncia a Fallon che andrà in Europa a farsi sistemare la faccia, mettendola al corrente della pericolosità di Adam e chiedendole di mantenere il segreto sul suo viaggio. Mentre Blake e Cristal brinando alla legalizzazione delle scommesse sportive in Georgia, Michael si presenta all'FBI per offrirsi come collaboratore di giustizia contro Blake. Per non insospettire Adam, Fallon gli propone di cominciare ad avere un rapporto da veri fratelli.

## Una nuova signora in città
- Titolo originale: New Lady in Town
- Diretto da: Elodie Keene
- Scritto da: David Israel

### Trama
Fallon promette a Liam che presto potranno trascorrere una piacevole vacanza in un paradiso esotico, ma prima deve trovare il modo di farla pagare ad Adam. Come prima cosa riferisce a Blake le recenti scoperte a proposito della fotografia del bacio e della madre di Liam, ma il genitore continua ad avere massima fiducia in Adam. Dopo aver riferito a Liam che Adam va a letto con sua madre, Fallon lo sguinzaglia nell'ufficio del fratello, alla ricerca di prove compromettenti, venendo però sorpreso da Adam. Jeff viene dimesso dall'ospedale in attesa dei risultati degli esami, trovando la madre Dominique ad aspettarlo a casa. Felice di avere finalmente la madre accanto, Jeff la invita a restare a cena, ma Monica continua a sottrarsi al confronto con la genitrice. L'FBI chiede a Michael di registrare Blake mentre confessa un reato. Sam convince Anders a prendersi una vacanza.
Avendo notato che Adam è molto possessivo nei confronti dei genitori, Fallon si sostituisce ad Alexis e finge di stare male per le conseguenze dell'intervento chirurgico. Dopodiché Fallon e Liam drogano una tartina mangiata da Adam durante la festa per l'inaugurazione dell'Atlantix. Michael assolda Cristal nella sua impresa, facendo leva sulla compromissione di entrambi negli affari di Blake. Cristal tradisce Michael, andando a parlare con Blake che, per prima cosa, dovrà sistemare la falla della senatrice Braiden, corrotta per ottenere il voto del Senato sulle scommesse sportive. Jeff riesce a costringere tutta la famiglia a cenare insieme, anche se non crede ai racconti mirabolanti di sua madre a proposito di una presunta carriera nella musica. Dominique confessa di aver fallito e non essere mai tornata per il senso di vergogna nei confronti di figli che, al contrario di lei, sono riusciti nella vita. Dominique rinuncia al generoso assegno staccatole da Jeff, dicendosi contenta di vedere i ragazzi uniti, e accetta di restare.
Fallon fa tornare indietro Anders e Sam, i quali dimostrano che Adam fa uso di droghe; questi risponde di essersi accorto sia del fatto che Fallon si fosse finta Alexis, oltre che del giochetto messo in piedi dalla sorella e da Liam. Fallon provoca Adam, facendosi schiaffeggiare, e Blake a quel punto non può far altro che licenziarlo, pur trattandosi di una finta per salvare le apparenze. Dominique nasconde a Jeff e Monica di avere una famiglia segreta. L'FBI arriva ad arrestare Blake, dato che Michael aveva fatto microfonare la senatrice Braiden; Cristal promette a Michael che gliela farà pagare.

## Più del denaro
- Titolo originale: Thicker Than Money
- Diretto da: Kenneth Fink
- Scritto da: Jenna Richman & Kevin Garnett

### Trama
Blake esce su cauzione, scoprendo che Michael e Jeff hanno convocato una riunione urgente dei soci dell'Atlantix per defenestrarlo. Fallon vuole mettere sotto contratto JC Remington, talentuoso scrittore di fantasy che può aiutare la Femperial ad affermarsi come vero colosso editoriale. Non potendo uscire di casa, Blake chiede a Fallon di sostituirlo a livello operativo, affiancandogli Adam per imparare lo stile Carrington. Fallon vorrebbe portare avanti contemporaneamente il business di suo padre e la Femperial, ma finisce per delegare quest'ultima a Kirby, tornata da New York su sua richiesta.
L'intervento di Fallon riesce a fermare il tentativo di scalata ostile da parte di Michael e Jeff, inducendo il commissario a rinviare la decisione. Dominique si presenta alla tenuta per ricordare a Blake il loro accordo, dato che da due mesi non riceve l'assegno periodicamente versato dallo stesso Blake per comprare il suo silenzio; Blake rilancia, imponendo a Dominique di far desistere Jeff dai suoi attacchi contro di lui. Fallon ottiene l'incarico di amministratore delegato ad interim dell'Atlantix, ma la ragazza è frustrata nella difficoltà di gestire squadra di calcio e casa editrice allo stesso tempo; siccome nel frattempo Kirby ha gettato la spugna, Liam si offre di portare avanti la Femperial, lasciando la fidanzata a occuparsi della propria famiglia. Cristal rifiuta di comparire davanti ai magistrati e Blake, in un gesto di stizza, le chiude le gambe dentro la portiere della macchina, tirandosi contro la stampa. Blake apprezza i risultati ottenuti da Fallon, ma ribadisce che deve sforzarsi di andare d'accordo con Adam, escluso dalle ultime decisioni per la sua presunta incapacità. Cristal vuole tagliare la corda e tornarsene in Messico, ma Michael la esorta a restare e combattere. Sam ha ricevuto i soldi del divorzio da Steven e inizia a darsi alle spese pazze, così Anders gli suggerisce di aprire un conto di risparmio per essere maggiormente oculato nella gestione del proprio denaro. Per tutta risposta, Sam compra una barca ad Anders, essendosi convinto che il maggiordomo nonché ex suocero abbia bisogno di svagarsi dal troppo lavoro.
Jeff si accorge che un altro dipendente dell'Atlantix sta avendo i suoi stessi sintomi, scoprendo che Adam aveva drogato la tintura del suo ufficio. Sam diventa il proprietario di un albergo dopo aver litigato con il direttore, nominando al suo posto un giovane impiegato di nome Diego. Cristal va dall'FBI a rilasciare dichiarazioni su Blake, anche se in realtà è tutto concordato tra loro per depistare i federali. Kirby ha ripreso a lavorare per Fallon, ma allo stesso tempo vuole riprendere la relazione con Michael, promettendogli che presto lo comunicherà a lei. Liam avverte Adam che lo sta tenendo d'occhio, minacciando conseguenze se proverà a fare del male a Fallon. Durante una passeggiata, Anders ha un malore e crolla a terra.

## Bugie, gelosia e inganni
- Titolo originale: Deception, Jealousy, and Lies
- Diretto da: Michael A. Allowitz
- Scritto da: Christopher Fife & Paula Sabbaga

### Trama
Fallon sembra essere riuscita a conciliare impegni professionali e vita privata, così come Blake è convinto di aver vinto la partita contro l'FBI. Adam fa un'offerta di pace a Liam, mostrandosi disposto a interpretare il ruolo del fratello premuroso. Anders vuole tornare subito al lavoro, nonostante abbia avuto un infarto. Jeff era convinto che i suoi sintomi fossero dovuti al veleno di Adam, ma gli esami hanno evidenziato una patologia degenerativa.
Fallon si ritrova a fronteggiare una rivolta degli autori della Femperial, i quali minacciano di lasciare la casa editrice se non prenderà le distanze dal modello maschilista incarnato da suo padre. Come se non bastasse, sulla sua scrivania arriva una lettera in cui emerge che Liam ha una figlia di dieci anni, nata da un rapporto occasionale durante un anno di studio all'estero. Intanto, il caso di Blake si ingigantisce, con le rivelazioni di molestie da parte di alcune ex impiegate della Carrington Atlantic. Fallon vuole rivendere le sue quote dell'Atlantix al padre, così da poter salvare la Femperial; Blake sottolinea come la squadra lo abbia aiutato a ricostruire la propria vita dopo le recenti perdite, quindi Fallon non dovrà andarsene, ma anzi diventare socia alla pari dell'Atlantix. Fallon è seriamente tentata di accettare la proposta di suo padre, anche se significa rinunciare alla Femperial. Inoltre, Fallon confessa a Liam che quando aveva sedici anni non riuscì a evitare che la sua amica Trixie cadesse dalle scale mentre entrambe erano ubriache, convincendosi che potrebbe essere stata lei a ucciderla. Jeff comunica ad Adam che il consiglio ha appena decretato il suo licenziamento, provocandolo sul fatto che tra poco Blake finirà in carcere e lui perderà l'unica protezione di cui gode. Anders aiuta Sam a gestire il desk del suo albergo, avendo intenzione di lasciare il lavoro alla tenuta.
Fallon chiede a Liam di sposarlo, scoprendo in seguito che anche suo padre e Cristal convoleranno a nozze, nonostante formalmente abbiano litigato. Fallon si accorge che Blake ha fatto in modo di incolpare Michael, facendo trovare all'FBI i proventi dei traffici di Ada Stone. Adam colpisce Jeff con un vaso, dopo che questi lo ha accusato di essere l'autore della lettera anonima fatta trovare a Fallon. Dominique ha aiutato Jeff a inscenare il proprio omicidio, facendo ricadere la colpa su Adam, dato che nella loro colluttazione in ufficio gli aveva sottratto il gemello della camicia, che la polizia troverà sulla scena del crimine. Dominique però ha preso il gemello, telefonando a Blake per comunicargli che Jeff, partito per le Bahamas, non sarà più un problema. Mentre Blake e Cristal si stanno sposando, Michael è arrestato dall'FBI. I sommozzatori che Adam aveva ingaggiato per recuperare l'anello di Fallon e Liam, caduto nel laghetto della tenuta durante la proposta, scoprono due cadaveri, uno di un uomo e l'altro di una giovane donna; Adam lo sapeva, avendoglielo raccontanto Steven quando erano insieme in Paraguay. Liam, uscito intontito dal ripostiglio in cui Adam lo aveva rinchiuso, precipita in piscina. Fallon ha venduto la Femperial a Kirby, ma costei vuole rimangiarsi la loro promessa di rivendergliela per dedicarle le attenzioni che merita. Anders annuncia a Blake che si licenzia.